# Аборты в Ирландии
Аборты в Республике Ирландия — до 2018 года были запрещены законом, кроме случаев спасения жизни матери. В 2018 году, после референдума, проводится реформа, направленная на легализацию абортов.
Вопрос об абортах продолжает оставаться спорным для ирландских политиков, в течение последних 30 лет было проведено пять национальных референдумов.

## История вопроса
После достижения независимости от Великобритании в 1922 году парламентский акт 1861 года о преступлениях против личности остался в силе, согласно акту любые аборты рассматривались как незаконные и наказуемые деяния. Один из наиболее известных подпольных акушеров Мэми Кэдден был приговорён к повешению, но в 1957 году после смерти одной из его пациенток, наказание было заменено на пожизненное заключение. В 1983 году в конституцию Ирландии был внесена Восьмая поправка, согласно которой нерождённый ребёнок имеет право на жизнь после зачатия.
В 1992 году поднялся спор вокруг вопроса, может ли жертва, забеременевшая после установленного законом изнасилования, покинуть Ирландию (Дело Генерального прокурора против Х, так называемое «дело Х») чтобы сделать аборт в другой стране, где это разрешено. В этом же году состоялся референдум, по итогам которого в конституцию были внесены две поправки, о праве выезда за границу с целью аборта и о праве на информацию об услугах, законно предлагаемых за рубежом. Третье предложение, о внесении Двенадцатой поправки, ещё более ужесточающей законодательство об абортах в Ирландии, было отвергнуто.
В 2002 году был проведён референдум по поводу внесения Двадцать пятой поправки, согласно которой риск самоубийства матери считался основанием для проведения законного аборта, но это предложение было также отвергнуто.
После смертей беременных женщин, лишённых права получать медицинскую помощь ввиду их беременности (например, смерть Шейлы Холджерс в 1983 году), поднимались многочисленные споры. В 2012 году после смерти Савиты Халаппанвар последовала волна протестов по поводу необходимости внесения изменений в ирландское законодательство об абортах. HSE National Ambulance Service провело общественное расследование по поводу рапортов, что после диагностирования смерти плода ей было отказано в аборте, поскольку сердце плода всё ещё билось.
В 2005 году две ирландки и одна литовка, которые до этого съездили в Англию, чтобы сделать аборт, подали иск в Европейский суд по правам человека по поводу того, что ограничительное и неясное ирландское законодательство нарушает некоторые положение европейской конвенции по правам человека. 9 декабря 2010 года прошли слушания дела («A, B и C против Ирландии»), 16 декабря было принято решение. Суд постановил по делу, что женщины не имеют права на аборт, и что первых двух женщин не вынуждали выезжать из страны ввиду ирландского закона, «законно защищающего общественную мораль». Суд также постановил, что ирландское законодательство наносит удар по справедливому балансу между правами женщин на уважение их личной жизни и правами нерождённого ребёнка. Решение суда стало обязывающим для Ирландии и всех членов Совета Европы.
Правительство создало экспертную группу, которая в ноябре 2012 года обнародовала результаты своих исследований, заявив, что Ирландия обязана соблюдать решение суда, и рекомендовала провести законодательные и нормативные реформы. Позднее правительство высказало ответ на доклад группы, выразив другую версию на причины смерти Савиты Халаппанвар в ирландской больнице, заявив, что будет принят закон, уточняющий критерии здоровья, согласно которым может быть проведён аборт.
25 мая 2018 года в стране состоялся референдум, в котором 66.4% голосов к 33.6% было принято решение отменить Восьмую поправку и, таким образом, легализовать аборты. 18 сентября того же года президент Майкл Хиггинс подписал закон, вводящий результаты референдума в законную силу.

## Закон
Вопрос об абортах определён статьями 58 и 59 акта преступлений против личности

58. Каждая беременная женщина, которая выполняя намерение сделать выкидыш, незаконно вводит в организм любой яд или другие пагубные средства, или незаконно использует любые инструменты или другие средства вообще имея подобное намерение, и всякий, кто, выполняя намерение сделать выкидыш любой женщине, будь она беременной или нет, незаконно вводит ей в организм или приводит её к введению любого яда или другого пагубного средства, или использует любые инструменты или другие средства вообще имея подобное намерение, считается виновным в [преступлении] и, будучи осуждённым за него, подлежит, …, к [пожизненному заключению]….
59. Всякий, кто незаконно поставляет или приобретает любой яд или другие пагубные средства, или любые инструменты или какие бы то ни было средства, зная, что они предназначены для незаконного использования или используются с намерением произвести выкидыш любой женщины, беременная она или нет, считается виновным [в преступлении] и, будучи осуждённым за него, подлежат, …, к [лишению свободы на срок, не превышающий пяти лет].
Оригинальный текст (англ.)58. Every Woman, being with Child, who, with Intent to procure her own Miscarriage, shall unlawfully administer to herself any Poison or other noxious Thing, or shall unlawfully use any Instrument or other Means whatsoever with the like Intent, and whosoever, with Intent to procure the Miscarriage of any Woman, whether she be or be not with Child, shall unlawfully administer to her or cause to be taken by her any Poison or other noxious Thing, or shall unlawfully use any Instrument or other Means whatsoever with the like Intent, shall be guilty of [an offence], and being convicted thereof shall be liable, ..., to [imprisonment] for Life ....[11] 59. Whosoever shall unlawfully supply or procure any Poison or other noxious Thing, or any Instrument or Thing whatsoever, knowing that the same is intended to be unlawfully used or employed with Intent to procure the Miscarriage of any Woman, whether she be or be not with Child, shall be guilty of [an offence], and being convicted thereof shall be liable, ..., to [imprisonment for a term not exceeding five years.   

На референдуме 1983 года ирландские избиратели одобрили внесение Восьмой поправки в Конституцию Ирландии. В Конституцию был добавлен нижеследующий параграф:
«Государство признаёт право на жизнь нерождённого и, с учётом равного права на жизнь матери, гарантирует в своих законах уважение, и, насколько это возможно, законы, защищающие и отстаивающие это право».
Через девять лет после внесения этой поправки Генеральный прокурор обратился в Верховный суд, чтобы добиться судебного запрета на поездку 14-летней девушки, забеременевшей в результате изнасилования, в Великобританию для совершения аборта. В итоге Верховный суд постановил, что хотя в Конституции есть пункт закона на основе которого можно выдать такой запрет, но суд отказывается его выдать в связи с тем, что девушка находится в состоянии близком к самоубийству. Это состояние представляет опасность для её жизни, что и оправдывает аборт. Это дело, получившее известность как «дело Х», породило обширные споры с обеих сторон противников и защитников абортов, и привело к четырём референдумам, по итогам двух референдумов были приняты Тринадцатая и Четырнадцатая поправки. В текст поправки были внесены ещё два параграфа, их пункты отменяли ограничения на поездки в другие государства. Этот подраздел также не ограничивает свободу получать или делать доступной в государстве (с учётом таких условий, которые могут быть установлены законом) информацию касающуюся услуг, которые доступны на законном основании в другом государстве.
На третьем референдуме было внесено предложение внести Двенадцатую поправку, предлагающую оправдание аборта для исключения угрозы самоубийства, но это предложение было отклонено.
На следующем референдуме, проведённом в 2002 году, было внесено предложение внести Двадцать пятую поправку в Конституцию, согласно которой угроза самоубийства рассматривалось как основания для законного аборта, но это предложение было также отклонено.
На референдуме 2018 года за отмену запрета на аборты проголосовали 66,4% избирателей, против — 33,6%. Явка составила более 64%.

## Опросы общественного мнения
Для выявления общественного мнения в Ирландии было проведено несколько опросов:
В 1997 году, согласно данным опроса Irish Times/MRBI, 18 % опрошенных высказались за полный запрет абортов, 77 % полагало, чтобы аборт был разрешён при определённых обстоятельствах (это число разделилось на 35 %, считавших, что аборт может быть разрешён только при угрозе жизни матери, 14 % — при угрозе здоровью матери, 28 % — «аборт должен быть доступен для тех, кто в нём нуждается»), 5 % не высказали определённого решения.
Обследование Королевского хирургического колледжа (Royal College of Surgeons in Ireland) в сентябре 2004 года для агентства по кризисам беременностей установило, что 51 % группы респондентов в возрасте до 45 лет поддерживали разрешение аборта по требованию, 39 % считали, что аборт возможен только при ограниченных обстоятельствах. Только 8 % посчитали, что аборт должен быть запрещён при любых обстоятельствах.
Сентябрьский опрос 2004 года Irish Examiner/Lansdowne установил, что 36 % опрошенных полагают, что аборты должны быть разрешены, а 47 % высказались за их запрет.
Июньский опрос 2007 года TNS/MRBI выявил, что 43 % поддерживали легальный аборт для женщин, считающих, что аборт будет в их интересах, 51 % остались противниками абортов. 82 % считали, что аборт можно сделать в случае опасности для жизни женщины, 75 % — в случае, если плод сможет выжить вне матки, и 73 % — если беременность возникла в результате сексуального насилия.
Сентябрьский опрос 2010 года Irish Examiner/Red C, проведённый в режиме онлайн, установил, что 60 % респондентов, находившихся в возрасте 18-35 лет, полагали, что аборты нужно разрешить, 10 % из этой группы признали, что в их отношениях аборты имели место. То же обследование нашло, что 75 % женщин считали, что «таблетки на следующее утро» должны продаваться в розницу, а не отпускаться только по рецептам.
Сентябрьский опрос 2012 года Sunday Times/Behaviour and Attitudes группы из 923 человек показал, что 80 % поддерживали идею внесения поправок в закон, разрешающей проведение абортов в случае, если жизнь матери окажется под угрозой, 16 % высказались против, 4 % не пришли к определённому решению.
Ноябрьский опрос 2010 года Sunday Business Post/Red C, поведённый среди 1003 взрослых, показал, что 85 % опрошенным хотелось бы, чтобы правительство «пришло к законодательному решению для дела Х, согласно которому аборты были бы разрешены в случае угрозы жизни матери, включая суицид», 10 % высказались против, 5 % не пришли к определённому решению. Согласно данным того же опроса, 82 % поддержали внесение «поправки в Конституцию, разрешающую право на аборт во всех случаях серьёзной угрозы жизни матери и в случаях, когда беременность становится последствием изнасилования», 36 % опрошенных поддержали идею внесения «поправки в Конституцию, разрешающую аборты по требованию женщины». 63 % опрошенных поддержали идею внесения «поправки в Конституцию по поводу дела Х, то есть исключения угрозы самоубийства как основания для аборта, но всё же разрешить аборты, если жизнь матери находится под угрозой и без самоубийства».

## «Абортный туризм» в Великобританию
Оценки числа ирландок, приезжающих в Великобританию с целью совершения абортов, варьируются. По оценкам, в 2001 году около 7 тыс. женщин выехали за рубеж, чтобы сделать аборт. А с 1980 по 2018 год Британию посетило для абортов 170 тысяч жительниц Ирландии.
В мае 2007 года Health Service Executive не дал возможность17-летней девушке, известной только под именем «Мисс Ди» (Miss D), беременной плодом, поражённым анэнцефалией, поехать в Британию, чтобы сделать аборт. Согласно постановлению Верховного суда от 9 мая 2007 года, было запрещено чинить ей препятствия на законных основаниях к выезду из страны, несмотря на то, что она находилась под опекой государства.